# Вышиванка
Вышива́нка (бел. вышыванка, укр. вишиванка) — традиционная украинская и белорусская национальная рубашка с вышивкой. Обычно вышиванку изготовляли из самодельного полотна, которое ткали на станке.
На протяжении исторического и культурного развития сложились наиболее уместные, с точки зрения практических и эстетических требований формы одежды, её крой, разнообразные методы и способы декоративного оформления. Среди них ведущее место занимает вышиванка. Она широко использовалась в народном костюме и в быту.
Вышивка славянского костюма богата и разнообразна. В орнаменте находили отображение местные особенности. Ею украшали женские и мужские сорочки, верхнюю одежду, головные уборы. Мотивы орнаментов, композиции, цвета передавались из поколения в поколение, становясь традиционными.
В современной украинской терминологии вышиванками принято называть не только сорочки с традиционными народными вышивками, но и другие фасоны украинской народной одежды. К числу таковых относятся блузы с вышивкой, платья-вышиванки, пояса-вышиванки и так далее. Именно в украинской моде данный наряд получил наибольшее распространение и популярность как современный вариант одеяния.

## История
Искусство вышивки у славян своими корнями уходит в дохристианский период, как и все направление — имеет многовековую историю. Это подтверждают и результаты археологических раскопок, и свидетельства путешественников. В целом возникновение вышивания относится к эпохе первобытной культуры. Связано это с появлением первого стежка при шитьё одежды из шкур животных. За всё время существования материалом для вышивки служили жилы животных, нити льна, конопли, хлопка, шёлка. Часто с целью обогащения одежды умельцы использовали жемчуг и драгоценные камни, бусы и бисер, блёстки, ракушки, золотые и медные бляшки, монеты.
По свидетельствам Геродота, скифы имели одежду с вышитыми узорами. Вышитые сорочки существовали во времена Киевской Руси, что подтверждается летописями, а также изображениями на фресках Софиевского собора в Киеве. Тесная взаимосвязь между славянскими народами имела влияние на русских мастеров и узоры вышитой одежды Киевской Руси, но в своей основе они оставались самобытными.
Знаменитый итальянский путешественник Жильбер де Ланнуа, дважды побывавший на территории тогдашнего Венгерского королевства — в 1412 и 1421 годах, — вспоминал, что рукавицы и шапки русинов были украшены вышивкой. С течением времени мастерство вышивания эволюционировало, приобретая новые черты. Народный опыт сохранил наиболее типичные и целесообразные, отмеченные высоким художественным вкусом образцы орнамента, их красочность, вышивальные техники.
На рубеже XIX и XX веков вышитая украинская мужская рубашка отрывается от традиционного костюма, и начинает носиться в сочетании с европейской одеждой. Ведущую роль в учреждении моды надевания вышиванки под пиджак часто приписывают Ивану Франко, который «отличался от общественности своим костюмом — вышитой рубашкой среди пышных воротничков и галстуков».
Пик моды на вышитые и народные рубашки в советских республиках пришёлся на 1920-е и начало 1930-х годов. В УССР вышиванки, как торжественную одежду, надевали и партийные руководители, и простые люди.
Вторая волна популярности народных рубах (в том числе и вышиванок), пришлась на вторую половину 1950-х и начало 1960-х годов. Многие это связывают с пребыванием во главе СССР Никиты Хрущёва (1953—1964), который любил именно украинские вышитые сорочки и сам часто появлялся на публике одетым в них. Ему следовали и другие должностные лица — вышивка приобрела черты деловой одежды.
С уходом с должности Никиты Хрущёва наступил закат популярности ношения вышиванок, который длился до начала эпохи независимости Украины. В период развитого социализма вышиванка стала отличительным элементом в украинской диссидентской и националистической среде или просто элементом национального белорусско-украинского сценического наряда.
В конце 1980-х годов в УССР начала вновь возрождаться мода на вышиванку. Как мужские, так и женские вариации на тему традиционных вышиванок сейчас распространены на митингах, торжественных и молодёжных мероприятиях, заняли своё место в свадебной моде. Наибольшую известность за годы независимости вышиванка получила после Оранжевой революции и Евромайдана. Украинцы часто надевают национальную одежду в праздничные дни — государственные и религиозные: День Независимости, День Конституции, День флага, Пасху, Рождество. С 2006 года Украина в третий четверг мая проводит ежегодный всемирный день вышиванки.
Согласно мнению украинских мастеров, вышиванка обязательно должна быть изготовлена вручную. Современные способы производства, конечно же, позволяют создать качественную вышивку в машинном исполнении, но наибольшую ценность имеют именно вышиванки ручной работы.
В 2005 году французский дизайнер Жан-Поль Готье после посещения Украины представил свою «украинскую коллекцию». Показы подчёркивали украинскую тематику коллекции. К примеру, сектора, на которые поделили зал, имели названия украинских городов: Житомир, Львов, Харьков, Ялта и другие. А Киевом Ж.-П. Готье назвал сам подиум. Даже модели платьев имели названия украинских регионов: «Буковина», «Крым» и другие.
О международной популярности вышиванки свидетельствует также творчество украинского дизайнера Виты Кин. Её вышитые платья можно увидеть на многих голливудских звёздах. В 2015 году американский журнал The Wall Street Journal назвал её платья самыми популярными летними платьями года.
В опубликованной в феврале 2017 года статье Лианы Затенштайн в международном журнале мод Vogue впервые в значении «вышиванки» было использовано не словосочетание «embroidered shirt» (дословный перевод вышитая рубашка), а транслитерированное слово «the vyshyvanka». Таким образом, слово «вышиванка» пополнило лексикон английского языка.

## Группа орнаментов
Основными темами вышивки были символики разных древних культур. На протяжении многих столетий конкретный смысл символов на вышивках терялся, но традиции их изображения не изменились. Темы орнаментов делятся на три основных группы: абстрактный рисунок, растения и животные.
Геометрические орнаменты вышивки происходят из славянской мифологии: «В некоторых видах декоративно-прикладного искусства (вышивка, керамика, резьба по дереву), имевших давнее историческое прошлое, до наших дней дошли орнаментальные мотивы глубокой древности, которые отразили истоки сложного содержания символических узоров. Простейшие из них (в виде перекрещенного креста, квадрата, ромба, круга, наподобие пиктографического рисунка) являлись условными знаками, символами солнца и считались священными изображениями. Наряду с геометрическим орнаментом сохранялись традиционные для древнеславянской языческой мифологии сюжеты».
В основе орнамента с растениями лежит желание внести в вышивку красоту природы. В украинской вышивке используются такие темы, как «виноград», «хмель», «дубовые листы» и др. Некоторые из них несут в себе отображение древних символических представлений народа. Так, например, узор «яблоко», разделённое на четыре сектора, с вышиванием противоположных частей в одном цвете — символ любви. В современной вышивке встречается и древний символ «дерево жизни», изображаемый преимущественно в форме листьев и ветвей.
В вышивках животных орнаментов изображаются: конь, заяц, рыба, лягушка; из птиц — петух, сова, голубь, кукушка; из насекомых — муха, бабочка, паук, летучие жуки. Во многих случаях орнаменты с животными своеобразны, они свойственны каждой вышивальщице, изображениями олицетворяют её индивидуальное виденье узора. В подобных орнаментах выступают в разнообразных, часто изобретательных сплетениях (однако с сохранением традиционных требований к композиции) заячьи и волчьи зубы, чешуя карпа, бараньи рога и др. Солярные знаки: звезды, солнце, снежинки, круги, свастика.

## Техники и географические особенности
Отдельные вышивальные швы характерны для тех или других этнографических районов Украины, а некоторые встречаются также в белорусской и русской вышивках.
Рубашки на Полтавщине вышиваются главным образом белыми нитями, очень редко красными или серыми. Манишки белых рубашек в старых образцах украшались белым узором, выполненным гладью. Узор обводился чёрными или цветными полосами. Техника вышивания — шов «вперёд иголкой» «крестик», шов «за иголкой».
Техника вышивания Харьковской области имеет очень много общего с формами вышивки, которые установились в центральных областях Украины, но ей свойственны и совсем своеобразные полихромные орнаменты, создаваемые полукрестиком или крестиком. Эти орнаменты вышивают преимущественно грубой нитью в результате чего узоры создают впечатления рельефных.
Вышивки Полесья — простые и чёткие по композиции. Ромбовидная линия геометрического узора повторяется несколько раз. Вышивка красной нитью по белому-серому фону льняной холстины — графически чёткая.
Своеобразной вышивкой издавна славилась Волынь. Узоры геометрические, чёткие и простые по композиции. Чёткость ритма усиливается одноцветностью вышивок, выполненных красной нитью на бело-серой холстине. В южных районах области преобладают растительные мотивы.
Для Черниговской области характерны белые вышивки. Геометрический или растительный орнамент вышивается белыми нитями или же с вкрапливанием красного и чёрного. Выполняется очень мелкими стежками, что напоминает бисерные вышивки, характерные для черниговских рубашек.
Вышивкам Киевщины свойственный растительно-геометрический орнамент со стилизованными гроздьями винограда, цветом хмеля или восьмилепестковыми розетками, ромбами, квадратами. Основные цвета вышивок Киевщины — белый, кораллово-красный, оттеняющий чёрный.
В южных областях Украины техника вышивки имеет много общего с устоявшимися правилами центральных районов, однако ей свойственны и полностью своеобразные полихромные орнаменты, выполняемые полукрестиком или крестиком.
Для подольских рубашек характерны красочность и разнообразие швов. Типичным является стежок «паучком», которым обозначают вставки на рукава, клинья. Используется и цветная строчка — «шабак». В орнаментах подольских вышивок преобладает один цвет — чёрный с большим или более малым вкрапливанием красного, синего жёлтого или зелёного. Наиболее распространены одноцветные (красные и чёрные) вышивки, реже — двух — и трёхцветные.
На юге Тернопольской области типичной является вышивка хлопковыми нитями с сгущенными стежками: отдельные элементы обводятся цветными нитями, что обеспечивает высокий рельеф и цветовой эффект. Такие вышивки размещают вдоль всего рукава продольными или скошенными полосами от полочки к краю рукава.
Большое богатство техник вышивания характерно для Винницкой области: низь, крестик, вышивка росписью, настилка, верхошов, зерновой вывод, вырезание; разнообразные виды чёрных, белых и цветных стежков. Рядом с основными швами применяются и вспомогательные — вышивка росписью шов «вперёд иголкой», контурные швы, которыми обрамляют и соединяют отдельные элементы композиции.
Характерной чертой этнографического района Карпат и Прикарпатья является большое количество отдельных частей региона со своим колоритом. Каждое село отличается от других своеобразием вышивки, богатством орнамента и неповторимостью цветов.
В народной вышивке Львовской области используются разнообразные типы узоров. В южных районах орнамент вышивок геометрический, белый фон не заполняется, что добавляет узорам прозрачность и лёгкость.
На Буковине, кроме растительных и геометрических мотивов, пользуются популярностью и изображения животных, вышитых гладью (белой), мелким крестиком, штаповкой, крученным швом. Вышивальный материал — бисер, шёлк, шерсть, серебряные и золотые нити, металлические блёстки.
Гуцульские вышивки характеризуются разнообразностью геометрических и растительных узоров, богатством соединений цветов, главным образом красного с жёлтым и зелёным, причём доминирует красный цвет. Два или три оттенка жёлтого цвета просветляют вышивку и добавляют ей золотистый отблеск.
Для вышивок Закарпатья характерным является мотив зигзаг («кривуля») в разных техниках выполнения. Цветовая гама вышивок достаточно широкая: красный сообщается с чёрным (при этом выделяется один цвет — чёрный или красный), применяются как белый, так и многокрасочный орнаменты.